# Římskokatolická farnost Lubnice
Římskokatolická farnost Lubnice je územní společenství římských katolíků s farním kostelem svatého Jiří v obci Lubnice ve vranovském děkanství.

## Historie farnosti
První písemná zmínka o obci pochází z poloviny 14. století. Samostatná farnost byla zřízena roku 1728.

## Duchovní správci
Od 1. července 2009 je administrátorem excurrendo R. D. Mgr. Milan Plíšek.
Jde o člena farního týmu FATYM.
FATYM je společenství katolických kněží, jáhnů a jejich dalších spolupracovníků. Působí v brněnské diecézi od roku 1996. Jedná se o společnou správu několika kněží nad větším množstvím farností za spolupráce laiků. Mimo to, že se FATYM stará o svěřené farnosti, snaží se jeho členové podle svých sil vypomáhat v různých oblastech pastorace v Česku.

## Bohoslužby
| Kostel       | Místo   | Bohoslužba (den) | Hodina                              | Poznámka     |
| ------------ | ------- | ---------------- | ----------------------------------- | ------------ |
| svatého Jiří | Lubnice | sobota           | 15.00 (zimní čas)/16.30 (letní čas) | farní kostel |

## Aktivity ve farnosti
Dnem vzájemných modliteb farností za bohoslovce a bohoslovců za farnosti brněnské diecéze je 2. říjen. Adorační den připadá na 27. ledna.
Ve farnosti se koná tříkrálová sbírka, v roce 2015 se při ní vybralo 1 760 korun. V roce 2017 činil její výtěžek 2 306 korun.
FATYM vydává čtyřikrát do roka společný farní zpravodaj (velikonoční, prázdninový, dušičkový a vánoční) pro farnosti Vranov nad Dyjí, Přímětice, Bítov, Olbramkostel, Starý Petřín, Štítary na Moravě, Chvalatice, Stálky, Lančov, Horní Břečkov, Prosiměřice, Vratěnín, Citonice, Šafov, Korolupy, Těšetice, Lubnice, Lukov, Práče a Vratěnín.